# Steve Coogan
Steve Coogan (Manchester, 14. listopada 1965.) je engleski komičar, glumac, pisac i producent. Glumi u mnogim humorističnim serijama, ali hrvatskoj javnosti najpoznatiji je po ulozi Phileasa Fogga u filmskoj komediji Put oko svijeta za 80 dana iz 2004. godine. Rodio se u irskoj radnoj katoličkoj obitelji.

## Vanjske poveznice
- Steve Coogan u internetskoj bazi filmova IMDb-u (engl.)